# Solution (album)
Solution is het eerste studioalbum van de Nederlandse band Solution.

## Inleiding
De eerste melding van dit album kwam in 1969 toen John Schuursma, gitarist bij Rob Hoeke, zich aansloot bij Solution. Opnamen voor een album stonden al in december gepland. Schuursma zou uiteindelijk geen gitarist in Solution worden, maar werd wel muziekproducent. Deze opnamen zouden uiteindelijk pas in mei 1971 plaatsvinden. Solution had het bij diverse platenlabels geprobeerd, maar kreeg pas voet aan de grond bij Joop Visser van Bovema. De band nam in twee à drie dagen in de Bovema Studio in Heemstede het album op. Achter de knoppen zaten geluidstechnici Pierre Geoffroy Chateau en André Hooning.

## Musici
- Tom Barlage – saxofoon
- Willem Ennes – toetsinstrumenten
- Peter van der Sande – basgitaar, zang
- Hans Waterman – drumstel

## Muziek
| Nr. | Titel                           | Duur  |
| --- | ------------------------------- | ----- |
| 1.  | Koan (Barlage, Ennes, Waterman) | 7:50  |
| 2.  | Preview (Barlage)               | 0:51  |
| 3.  | Phases (Solution)               | 12:19 |

| Nr. | Titel                                                                   | Duur  |
| --- | ----------------------------------------------------------------------- | ----- |
| 1.  | Trane steps (Barlage, Ennes, Waterman)                                  | 10:19 |
| 2.  | Circus circumstances (Jacques Ibert, Emerson, Barlage, Ennes, Waterman) | 7:03  |

Trane steps is opgedragen aan saxofonist John Coltrane, die door Barlage bewonderd werd.

## Nasleep
Het album was amper uit of Van der Sande stapte uit de band; Guus Willemse, ook van Rob Hoeke trad toe. Van der Sande wilde stevigere rock spelen, de overige drie leden niet. Er volgden optredens door het land, waarvan vermeldenswaardig een “dubbelconcert” in februari 1971 met de in opkomst zijde Britse band Lindisfarne. Vlak daarna lag de opvolger van Solution getiteld Divergence in de winkels.
In 1988 kwam Solution uit op compact disc, waarbij vijf bonustracks werden meegenomen (Second line, Divergence,  Concentration, Theme en New Dimension). Het album vermeldde de samenstelling inlcusief Willemse (Van der Sande wordt nergens als medelid genoemd, anders als componist).
In 2012 kwam er door retrolabel Esoteric Recordings een nieuwe persing (weer zonder bonustracks), waarbij opnieuw de invloeden van Soft Machine, John Coltrane en Traffic worden genoemd. Een nieuw elpeepersing volgde in 2021 (Music on Vinyl) met herhaling van de muzikale invloeden.